# Julio César Chávez Jr.
Pour les articles homonymes, voir Chávez.
Julio César Chávez Jr. est un boxeur mexicain né le 16 février 1986 à Culiacán. Il est le fils du multiple champion du monde Julio César Chávez.

## Carrière
Sa carrière amateur est assez courte puisqu'il dispute son premier combat professionnel à l'âge de 17 ans le 26 septembre 2003. Après 27 victoires et un nul, il s'empare en août 2006 du titre mondial Junior WBC des super-welters en battant l'Américain Jermaine White par KO au 4e round. En février 2008, il remporte la ceinture continentale américaine WBC de la catégorie aux dépens de Jose Celaya par KO technique dans la 8e reprise. En mars 2009, face à l'Argentin Luciano Leonel Cuello, alors invaincu, il gagne aux points par décision unanime le titre WBC Latino.
Fin juin 2010, il compte 41 victoires et 1 match nul, après sa victoire par décision unanime contre John Duddy pour le titre WBC Silver des poids moyens. Il défend ensuite ce titre face à Billy Lyell le 29 janvier 2011 en gagnant par décision unanime dans un combat en 10 rounds.
Le 4 juin 2011, il affronte l'invaincu boxeur allemand Sebastian Zbik pour le titre de champion du monde WBC de la catégorie à Atlantic City et s'impose de peu aux points. Chávez conserve ce titre le 19 novembre 2011 contre Peter Manfredo Jr. par arrêt de l'arbitre au 5e round, contre Marco Antonio Rubio le 4 février 2012 par décision unanime et par arrêt de l'arbitre au 7e round face à Andy Lee le 17 juin. Il est en revanche battu aux points par Sergio Gabriel Martínez le 15 septembre 2012 puis par le Polonais Andrzej Fonfara en poids mi-lourds par abandon à la fin de la 9e reprise après avoir subi un knock-down quelques instants plus tôt. Il perd également face à son compatriote Saúl Álvarez le 6 mai 2017 aux points dans un combat sans titre en jeu.